# Сохор Арнольд Наумович
Арнольд Наумович Сохор (7 квітня 1924, Ленінакан — 12 березня 1977, Ленінград) — радянський музикознавець та музичний соціолог, доктор наук (1965), професор Ленінградської консерваторії (з 1970).

## Біографія
Народився 7 квітня 1924 у м. Ленінакані (останнім часом м. Ґюмрі, Вірменія).
Брав участь у Великій Вітчизняній війні.
В 1949 році закінчив теоретико-композиторський факультет Ленінградської консерваторії, в 1953 році — аспірантуру Ленінградського науково-дослідного інституту театру, музики та кінематографії, а в 1954 — філософський факультет Ленінградського університету.
В 1954 році отримав науковий ступінь кандидата мистецтвознавства (тема кандидатської дисертації: «Масова пісня в період Великої Вітчизняної війни»).
З 1955 року А. Н. Сохор — старший науковий співробітник, а з 1971 — керівник секції соціології мистецтва та естетики Ленінградського інституту театру, музики та кінематографії.
В 1965 році отримав науковий ступінь доктора мистецтвознавства (тема докторської дисертації: «А. П. Бородін»).
З 1966 викладав у Ленінградській консерваторії, з 1970 року — професор.

## Науковий та організаційний внесок
Арнольд Наумович Сохор вважається основоположником радянської музичної соціології. У його фундаментальній монографії «Соціологія та музична культура» (Л., 1975) дано визначення предмета сучасної соціології музики, сформульовані її завдання, структура та методи, а також науково обґрунтована система соціальних функцій музики та схема типологізації сучасної музичної публіки.
Цій же тематиці присвячені три збірки статей А. Н. Сохор із серії «Питання соціології та естетики музики» (Л., 1980 — 83).
А. Н. Сохор став ініціатором проведення в СРСР цілого ряду всесоюзних та міжнародних конференцій з актуальних проблем соціології музики. Саме завдяки творчим та організаційним зусиллям А. Н. Сохор, соціологія музики, як серйозна та дуже перспективна наукова дисципліна, була реабілітована в СРСР після проведених там в 20 — 30 рр.. вульгарно-соціологічних дослідів.
Крім того, А. Н. Сохор належить авторство музикознавчих досліджень композиторської творчості М. І. Глінки, П. І. Чайковського, А. П. Бородіна (включаючи капітальну працю «Олександр Порфирович Бородін. Життя, діяльність, музична творчість», М.-Л., 1965), І. О. Дунаєвського, В. П. Соловйова-Сєдого, Г. В. Свиридова.

## Основні праці А.Н.Сохор по соціології музики
- Музыка как вид искусства. — М., 1961.
- Песня воспитывает нравы — МЖ,1961, № 11.
- Воспитательная роль музыки. — Л., 1962
- О современности в музыке наших дней, в сб.: Музыка и современность, Вып. 1. — М., 1962.
- Александр Порфирьевич Бородин: Жизнь, деятельность, муз. творчество. М.-Л.: Музыка, 1965. — 826 с.
- О специфике самодеятельного искусства, в сб.: Проблемы музыкальной самодеятельности — М.-Л., 1965.
- Стиль, метод, направление, в сб.: Вопросы теории и эстетики музыки, вып. 4 — Л., 1965.
- Маяковский и музыка. — М., 1965.
- Рожденная жизнью. Заметки о социальной природе советской музыки — Сов. культура, 1967, № 134.
- Изучение советского музыкального творчества, в сб.: Вопросы теории и эстетики музыки, вып. 6-7 — Л., 1967.
- Эстетическая природа жанра в музыке. — М., 1968
- Музыка и общество. — М., 1972.
- О массовой музыке (в сб.: Вопросы теории и эстетики музыки. Вып. 13. — Л., 1974
- Развитие музыкальной социологии в СССР, в сб.: Социалистическая музыкальная культура — М., 1974.
- Статьи о современной музыке. — Л., 1974.
- Социология и музыкальная культура. — М., 1975.
- Национальное и современное в советской музыке, в сб.: Музыкальный современник, вып. 1 — М., 1973.
- Вопросы социологии и эстетики. — Л., 1980—1983